# True Combat: Elite
True Combat: Elite ist ein Freeware-Ego-Taktik-Shooter, den die Entwicklergruppe „Team Terminator“ als Modifikation des Spiels Wolfenstein: Enemy Territory realisiert hat. Es handelt sich bei TCE um eine sog. Total Conversion, d. h. mit Wolfenstein: Enemy Territory als technischer Grundlage wurde ein inhaltlich und spielmechanisch eigenständiger Mehrspieler-Titel entwickelt, der die Schwerpunkte auf ein realistisches Spielgeschehen und hochwertige Grafik legt. Der Funktionsumfang der Quake-Engine aus Wolfenstein: Enemy Territory wurde dafür erweitert.
Die aktuelle Version 0.49b ist trotz des Beta-Zusatzes voll funktionsfähig und läuft unter den Betriebssystemen Microsoft Windows, Linux und macOS. Für die Installation ist neben dem TC:E-Download die aktuelle Version von Wolfenstein: Enemy Territory erforderlich.

## Geschichte
Das Entwicklerteam „TeamTerminator“ fing an im Jahr 2000 einen Quake-3-Mod namens TrueCombat zu entwickeln. Nachdem TrueCombat in der Version 1.0 veröffentlicht wurde, wurde die Entwicklung zunächst wieder eingestellt. Das Team hatte nun den Plan den bisher bestehenden Mod nicht auf Quake3 aufbauen zu lassen, sondern auf der verbesserten Engine von Wolfenstein: Enemy Territory. So konnte das Spiel von jedem kostenlos bezogen werden und man musste keine Quake3-Version mehr kaufen. Seit Ende 2004 wird weiter aktiv an TC:E entwickelt. 2007 wurde die letzte aktuelle Version TC:E 0.49b zum Download freigegeben. Es wurde jedoch entschieden, die Version True Combat: Elite 0.49b in einem Beta-Stadium zu lassen, und es wurde bekannt, dass sich ein Großteil des Teams wegen Zeitmangels von der Entwicklung von TC:E zurückzog. Nach einer vierjährigen Pause gab im März 2010 einer der Hauptentwickler überraschend bekannt, an einer neuen Version von TC:E zu arbeiten, die nun den Namen TrueCombat: Close Quarters Battle tragen soll.

## Spielinhalt

Specops gegen Terroristen

### Spielübersicht
Durch Eliminierung der gegnerischen Spieler oder Erfüllung von Missionszielen erhält der einzelne Spieler Punkte. Die Missionsziele sind z. B. für Terroristen das Legen einer Bombe oder für die Spec-Ops das Entschärfen derselben. Für Abschüsse eigener Teammitglieder (Friendly Fire bzw. „Teamkill“, kurz TK) werden dem jeweiligen Spieler entsprechend Punkte abgezogen. Auf öffentlichen Servern (Public-Servern) kann der Spieler für einen Teamkill auch anders „bestraft“ werden, dies wird jedoch von Server zu Server unterschiedlich gehandhabt.
Das Spiel beinhaltet dabei einige besondere Features, wie das Zielen über Kimme und Korn, das Lehnen um Ecken, realistisch berechnetes Durchschlagen von Oberflächen sowie eine der Engine entsprechende Physik für die Ballistik der Geschosse.
Bei True Combat: Elite kommt es auf eine gute Absprache innerhalb des Teams an.

### Teams
Die Global Intervention Force „GIF626“ (von Spielern gerne als „Specops“ abgekürzt, was ein Portmanteau basierend auf „Special operations forces“ ist) ist eine Spezialeinheit bestehend aus Mitgliedern der US-amerikanischen Delta Force, des britischen SAS, des deutschen KSK und der GSG 9, um nur die wichtigsten zu nennen. Das Team setzt auf eine Bewaffnung wie sie in den Ländern der westlichen Hemisphäre üblich ist.
Ihr Gegenspieler ist eine Internationale Söldnereinheit die nur unter dem Synonym „Die Einheit“ (Eng.: The Unit) bekannt ist. Es wird behauptet, dass einige Mitglieder dieser Organisation einst zu den oben genannten Spezialeinheiten gehörten, aber die Verführung des Geldes war zu stark. Diese Gruppe setzt in Sachen Bewaffnung vor allem auf Fabrikate östlicher Herkunft. Unter anderem das bekannte AK47 Sturmgewehr und weitere Waffen wie die MAC10 Maschinenpistole oder das SR8 Scharfschützengewehr sind im Arsenal enthalten.

## Spielmodi
Objective

Screenshot aus der Map 'Village'

Screenshot aus der Map 'Delta'

Der „Objective“-Spielmodus (kurz OBJ) erinnert in seiner Spielweise am ehesten an Counter-Strike. Einer der Terroristen startet mit einer C4-Sprengladung, welche an einer der zwei mit „A“ oder „B“ speziell markierten Plätzen angebracht werden kann. Ziel der Terroristen ist es, die Bombe zu platzieren und so lange zu verteidigen, bis der Zeitzünder abgelaufen ist. Die Spec-Ops müssen entweder das Legen der Bombe verhindern, indem sie die Terroristen vorher ausschalten oder die platzierte Bombe entschärfen. Hierbei reduziert ein Entschärfungs-Set (Tech-Kit), welches die Recon-Spieler-Klasse benutzen kann, den erforderlichen Zeitaufwand erheblich.
Der Spielmodus basiert auf einzelnen Runden. Die beiden Gruppen starten an zwei festgelegten Punkten auf der Spielkarte, den „Spawn“-Zonen. Jeder Spieler kann sich zu Anfang jeder Spielrunde Waffen und sonstige Ausrüstung (Handgranaten) aussuchen. Eine Runde endet gewöhnlich nach einem bestimmten Zeitlimit, wenn die Missionsziele erfüllt wurden oder wenn eines der Teams eliminiert ist. Spieler, welche während einer Runde abgeschossen wurden, können erst wieder in der nächsten Runde mitspielen und sind für den Rest der Runde Zuschauer.
Sieg für die Spec-Ops:
- Alle Terroristen sind tot (und die Bombe wurde noch nicht gelegt).
- Bombe wurde entschärft (falls diese von den Terroristen gelegt wurde).
- Legen der Bombe in der angegebenen Zeit verhindert

Sieg für die Terroristen:
- Alle Spec-Ops sind tot.
- Bombe ist detoniert.

Bodycount
Der „Bodycount“-Spielmodus (kurz BC) erinnert in seiner Spielweise am ehesten an den Team-Deathmatch-Modus aus Quake. Hierbei werden von den Team-Mitglieder durch das Eliminieren der gegnerischen Team-Mitglieder Punkte gesammelt. Das Team mit den meisten Punkten gewinnt nach einer vorgegebenen Zeit. Die Spieler respawnen nach ihrem Ableben nach Ablauf einer bestimmten Zeit wieder. Es zählt lediglich die Schießfertigkeit der Spieler.
Reinforced Objective
Der „Reinforced Objective“-Spielmodus (kurz R-Obj) ist ein Capture-the-Flag-Modus. Die Spieler respawnen direkt nach ihrem Ableben wieder, wie beim Bodycount-Modus. Jedoch liegt jetzt am gegnerischen Flaggenpunkt in der Karte eine Flagge auf dem Boden die zum eigenen Flaggenpunkt gebracht werden muss. Für das erfolgreiche Holen der Flagge werden 20 Kills auf dem Konto des Spielers gutgeschrieben.

## Spielerklassen
Jedes Team unterteilt sich noch einmal in folgende drei Spielerklassen:
Assault (Stürmer)
Den Stürmern unter den Spec-Ops stehen als Primärwaffe u. a. die M4 und M16 zur Verfügung, während die Terroristen die AK47 nutzen.
Zusätzlich können die Stürmer als einzige Klasse die MK3A2 Granate verwenden.
Recon (Aufklärer)
Anders als der Stürmer ist der Aufklärer mit Leichten Waffen wie der MP5 (Spec-Ops) oder der MAC10 (Terroristen) ausgerüstet und kann Rauch- und Blendgranaten verwenden.
Sniper (Scharfschütze)
Dem Scharfschützen steht neben einem Scharfschützengewehr wie dem HK PSG-1 (Spec-Ops) oder der M76 (Terroristen) nur eine Handfeuerwaffe und Rauchgranaten zur Verfügung.

## Waffen
True Combat: Elite bietet insgesamt 32 Waffen, davon stehen jeweils 16 jedem Teams zur Verfügung. Jeder Spieler trägt eine Primär- und Sekundärwaffe sowie ein Messer und eine klassenbasierte Anzahl Granaten.
Von jeder Waffenklasse kann ein Spieler nur eine tragen, so ist das tragen von mehreren Sturmgewehren unmöglich. Getötete Spieler lassen außerdem weder Handgranaten, ihr Messer oder die Sekundärwaffe fallen (dies zu ändern wurde von vielen Fans bereits gefordert).

## Technik
Verglichen mit Wolfenstein: Enemy Territory wurde die Standard-Texturauflösung auf 512 * 512 Pixel verdoppelt und auch die Maps sind um Längen polygonreicher. So sind bis zu 15000 Polygone pro Map möglich. Das Spiel verwendet die Quake-3-Engine. Diese wurde um Effekte wie High Dynamic Range-Lichtberechnung und Texture Tone Mapping deutlich erweitert und bietet eine ansehnliche 3D-Grafik. Ein weiteres Feature ist die sogenannte Dynamic-Eye-Adaption, kurz DynEA. Bewegt sich der Spieler beispielsweise aus einem dunklen Raum ins Tageslicht, wird er Effekt der Helligkeitsanpassung der Pupille des menschlichen Auges visuell nachempfunden. Trotz allem ist die Quake-Engine so skalierbar, dass das Spiel selbst auf schwächeren Rechnern noch lauffähig ist.

## TrueCombat: Close Quarters Battle
März 2010 gab einer der Hauptentwickler bekannt, dass eine neue Version in Arbeit sei. Die Weiterentwicklung trägt den Namen TrueCombat: Close Quarters Battle und am 31. März 2011 wurde schließlich eine erste Alpha mit der Version 0.22 veröffentlicht. Neuerungen umfassen unter anderem eine deutlich verbesserte Grafik, neue Waffen- und Spielfeatures und realistischere Spielabläufe sowie verbessertes HDR, ein Reflexvisier und realistische Ballistik.
Die Spielerklassen und Spielmodi von Close Quarters Battle sind mit True Combat: Elite identisch, es gibt aber nun sogenannte "Perks", das heißt bestimmte Fähigkeiten, die nicht alle Spielerklassen besitzen, jedoch manuell im Menü ausgewählt werden müssen. Dies umfasst Schalldämpfer, die für alle Primärwaffen erworben werden können, Zusatzmunition, stärkere Munition, Schmerzmittel, Freeclimbing, erweiterte Rennfähigkeiten, härtere Messerstiche, stabileres Zielen sowie Lehnfunktion. Eine zweite Neuerung ist, dass der Kompass nun auch Gegner in Form eines roten Punktes anzeigt.

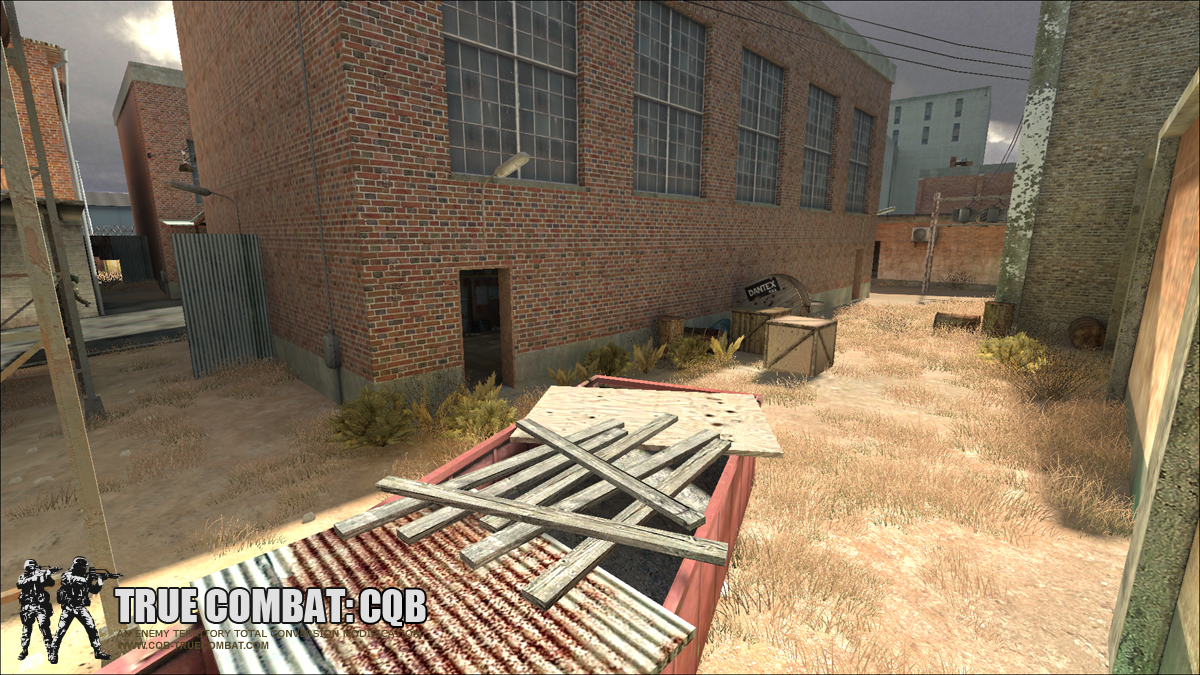
Vorab veröffentlichter Screenshot von Close Quarters Battle
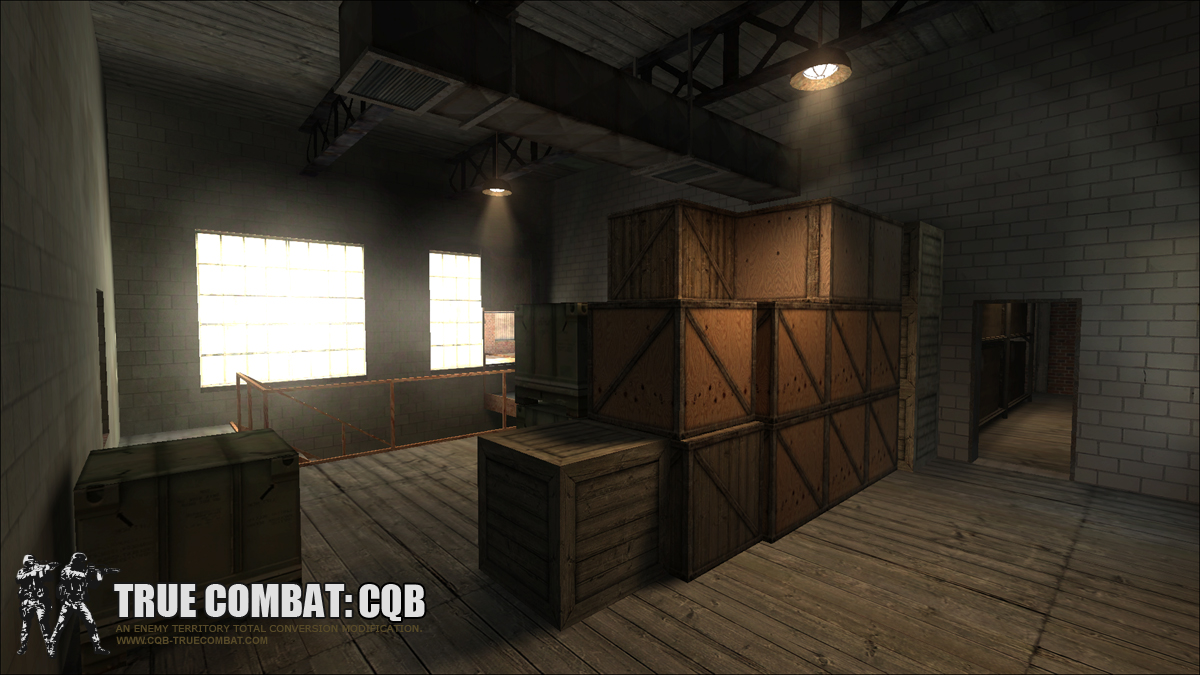
Vorab veröffentlichter Screenshot von Close Quarters Battle
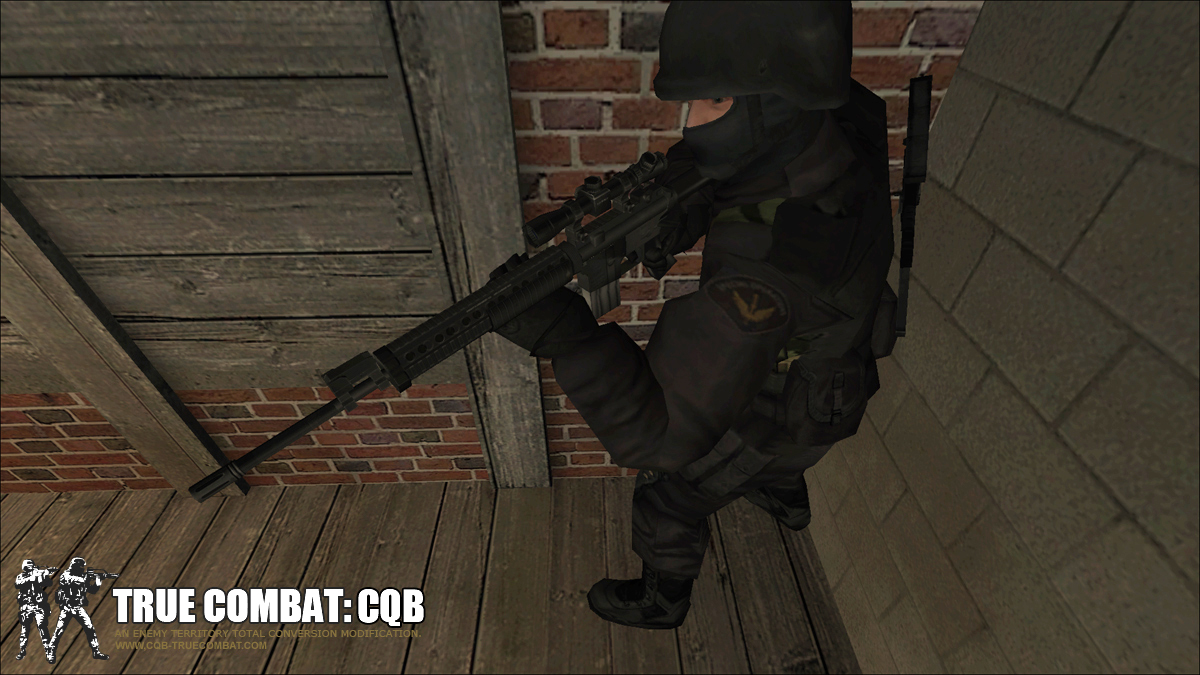
Vorab veröffentlichter Screenshot von Close Quarters Battle: Spec Ops mit einer M110
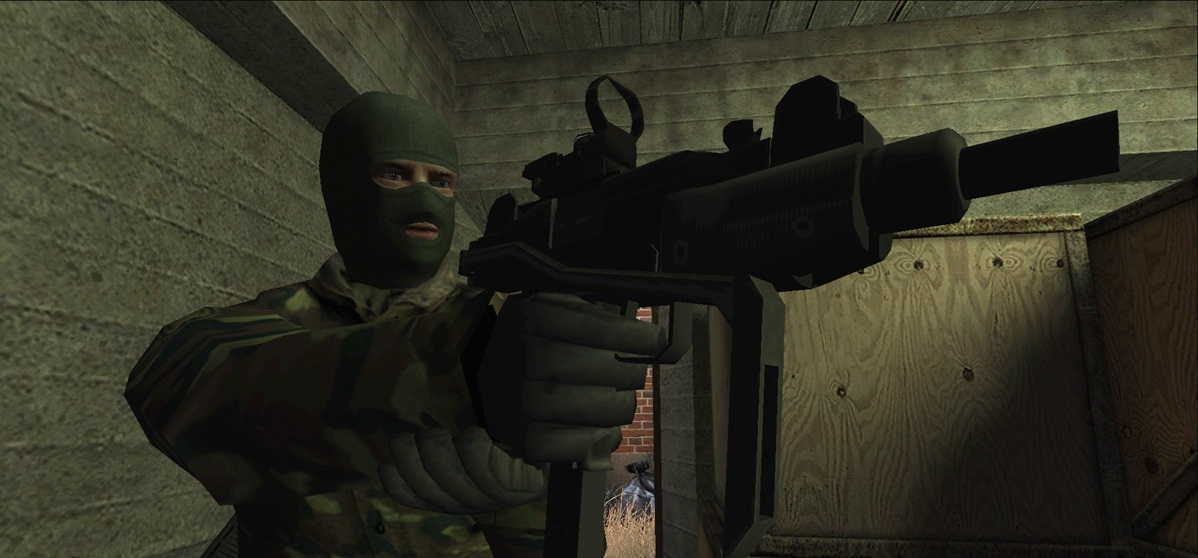
Vorab veröffentlichter Screenshot von Close Quarters Battle: Terrorist mit einer Mini-Uzi